# Silnice II/282
Silnice II/282 je silnice II. třídy, která vede z Ktové do Železného Brodu. Je dlouhá 17,1 km. Prochází jedním krajem a dvěma okresy.

## Vedení silnice

### Liberecký kraj, okres Semily
- Ktová (křiž. I/35)
- Rovensko pod Troskami (křiž. III/2821, III/2823)
- Podtýn (křiž. III/2825)
- Václaví
- Lestkov (křiž. II/283, III/2828, III/2829, peáž s II/283)
- Loktuše (křiž. II/283, peáž s II/283)
- Vesec (křiž. III/28210)
- Smrčí

### Liberecký kraj, okres Jablonec nad Nisou
- Koberovy (křiž. III/28211, III/28213, III/28215)
- Železný Brod (křiž. I/10, II/292, II/288)